# Шулин
Шулин (алб. Diellas) је насељено место у општини Пустец у округу Корча, Албанија. Према попису из 1989. године било је 464 становника.
Према бугарском географу и историчару, Василу Канчову, у Шулину је 1900. године живело 270 Словена хришћана.